# راندي ويست
راندي ويست (بالإنجليزية: Randy West)‏ هو مقدم برامج إذاعية أمريكي، ولد في 29 سبتمبر 1953 في نيويورك في الولايات المتحدة.

## وصلات خارجية
- راندي ويست على موقع IMDb (الإنجليزية)